# Jip Janssen
Jip Janssen (Naarden, 14 de outubro de 1997) é um jogador de hóquei sobre a grama neerlandês.

## Carreira
Na Hoofdklasse holandesa, Janssen joga pelo SV Kampong. Antes de ingressar no Kampong, ele jogou nas categorias de base do Naarden.
Em 2016, Janssen fez sua estreia pela seleção holandesa sub-21 em um torneio de quatro nações em Hannover, Alemanha. Mais tarde naquele ano, Janssen representou o time na Copa do Mundo Júnior em Lucknow, Índia. No torneio, a Holanda terminou em sétimo lugar.
Janssen fez sua estreia pela seleção principal da Holanda em 2017, em uma partida de teste contra a África do Sul na Cidade do Cabo. Durante a partida, Janssen marcou seu primeiro gol internacional em uma vitória por 6–2. Após sua estreia, Janssen não representou o lado holandês novamente até 2019, durante o torneio inaugural da FIH Pro League. Janssen marcou três vezes durante a liga, ajudando a Holanda a ganhar uma medalha de bronze. Janssen ganhou outra medalha de bronze em 2019 no EuroHockey Nations Championship em Antuérpia.
Nos Jogos Olímpicos de Verão de 2024, em Paris, conquistou a medalha de ouro no torneio masculino do hóquei sobre a grama, após vencer na final confronto contra a equipe alemã por pênaltis.